# Ambassade de Sao Tomé-et-Principe en Belgique
L'ambassade de Sao Tomé-et-Principe en Belgique est la représentation diplomatique de la République démocratique de Sao Tomé-et-Principe au Royaume de Belgique (il s'agit également de la représentation diplomatique du pays auprès de l'Union européenne). Elle est située à Woluwe-Saint-Pierre et son ambassadeur est, depuis 2024, José Cardoso Dos Ramos Cassandra.

## Ambassade
L'ambassade est située avenue de Tervueren à Woluwe-Saint-Pierre.

## Ambassadeurs de Sao Tomé-et-Principe en Belgique
Depuis 2024, l'ambassadeur de Sao Tomé-et-Principe en Belgique est José Cardoso Dos Ramos Cassandra.